# بورلي بيكر
بورلي ألبير بيكر (1858 - 1924م) هو وزير للميثوديين الذين عارضوا بشدة أي استهلاك للمشروبات الكحولية، كان مشرفًا على رابطة أوهايو لمكافحة الصالون.
اصبح بيكر رئيسًا للرابطة الوطنية لمكافحة الخمور في عام 1903م، و بعد خمس سنوات، أنشأ قسم العلاقات الصناعية التابع للرابطة للترويج لفكرة أن فرض الحظر سيكون استثمارًا جيدًا للأعمال للأعمال التجارية.

## روابط خارجية
- بورلي بيكر (مكتبة ويسترفيل العامة)